# Salix arrigonii
Salix arrigonii är en videväxtart som beskrevs av S. Brullo. Salix arrigonii ingår i släktet viden, och familjen videväxter. Inga underarter finns listade i Catalogue of Life.